# A Debreceni VSC 2008–2009-es szezonja
Ez a szócikk a Debreceni VSC NB I-es csapatának 2008–2009-es szezonbéli eredményeit tartalmazza, mely sorozatban a 16., összességében pedig a 31. idénye a csapatnak a magyar első osztályban. A klub fennállásának ekkor volt a 106. évfordulója.

## Mérkőzések
| Színmagyarázat | Színmagyarázat |
| -------------- | -------------- |
|                | Győzelem.      |
|                | Döntetlen.     |
|                | Vereség.       |

### UEFA-kupa
1. selejtezőkör
| Első mérkőzés 2008. július 17. 14:00 |

| Sahter Karagandi | 1 – 1   | Debreceni VSC                      |
| ---------------- | ------- | ---------------------------------- |
| Perić 63'        | (0 – 0) | Rudolf 61' 64' Dombi 10' Szűcs 53' |

| Sahter Stadion, Karagandi Nézőszám: 6 000 Játékvezető: Hüseyin Göçek (török) Asszisztensek: Ülüsoy, Gokbilgin |

| Visszavágó 2008. július 31. 20:00 |

| Debreceni VSC                               | 1 – 0   | Sahter Karagandi                    |
| ------------------------------------------- | ------- | ----------------------------------- |
| Rudolf 38' Bernáth 2' Huszák 38' Takács 74' | (1 – 0) | Glushko 58' Samchenko 62' Perić 82' |

| Oláh Gábor utcai stadion, Debrecen Nézőszám: 7 000 Játékvezető: Lars Christoffersen (dán) Asszisztensek: Hansen, Malmberg |

2. selejtezőkör
| Első mérkőzés 2008. augusztus 14. 19:30 |

| Young Boys                                     | 4 – 1   | Debreceni VSC  |
| ---------------------------------------------- | ------- | -------------- |
| Schneuwly 41' 77' Regazzoni 68' 87' Varela 76' | (1 – 1) | Rudolf 17' 67' |

| Stade de Suisse, Bern Nézőszám: 6 500 Játékvezető: Peter Rasmussen (dán) Asszisztensek: Hansen, Malmberg |

| Visszavágó 2008. augusztus 28. 20:00 |

| Debreceni VSC     | 2 – 3   | Young Boys                                                       |
| ----------------- | ------- | ---------------------------------------------------------------- |
| Oláh 42' Dudu 73' | (1 – 1) | Schneuwly 33' Regazzoni 56' Yapi 67' Kulaksızoğlu 86' Varela 87' |

| Oláh Gábor utcai stadion, Debrecen Nézőszám: 6 000 Játékvezető: Levan Paniashvili (grúz) Asszisztensek: Elikasvili, Mentesasvili |

### Soproni Liga

#### Őszi fordulók
| 1. forduló 2008. július 26. 15:00 |

| Debreceni VSC                                         | 2 – 1               | Zalaegerszegi TE                       |
| ----------------------------------------------------- | ------------------- | -------------------------------------- |
| Rudolf 38' (11-esből) 66' Bernáth 69' Czvitkovics 76' | (1 – 1) Jegyzőkönyv | Waltner 21' (11-esből) 51' Trnavac 38' |

| Oláh Gábor utcai stadion, Debrecen Nézőszám: 4 500 Játékvezető: Kassai Viktor (magyar) Asszisztensek: Erős Gábor Medovarszki János |

| 2. forduló 2008. augusztus 4. 20:00 |

| Győri ETO              | 0 – 3               | Debreceni VSC          |
| ---------------------- | ------------------- | ---------------------- |
| Nikolov 61' Völgyi 79′ | (0 – 3) Jegyzőkönyv | Oláh 23' Szűcs 29' 42' |

| ETO Park, Győr Nézőszám: 3 000 Játékvezető: Bognár Tamás (magyar) Asszisztensek: Márton Zsolt Butkai Zsolt |

| 3. forduló 2008. augusztus 10. 20:00 |

| Debreceni VSC                       | 1 – 0               | FC Fehérvár                            |
| ----------------------------------- | ------------------- | -------------------------------------- |
| Oláh 32' Czvitkovics 52' Takács 90' | (1 – 0) Jegyzőkönyv | Mohl 6' Dvéri 17' Andić 70' Farkas 86' |

| Oláh Gábor utcai stadion, Debrecen Nézőszám: 6 500 Játékvezető: Fábián Mihály (magyar) Asszisztensek: Szpisják Zsolt Varga Zsolt |

| 4. forduló 2008. augusztus 17. 20:00 |

| Nyíregyháza Spartacus                                     | 1 – 1               | Debreceni VSC                                |
| --------------------------------------------------------- | ------------------- | -------------------------------------------- |
| Apostu 50' Miskolczi 43' Mboussi 45' Minczér 53' Goia 72' | (0 – 1) Jegyzőkönyv | Leandro 28' Bernáth 41' Takács 48' Szűcs 54' |

| Nyíregyháza Városi Stadion, Nyíregyháza Nézőszám: 7 000 Játékvezető: Szabó Zsolt (magyar) Asszisztensek: Kispál Róbert Pápai Zoltán |

| 5. forduló 2008. augusztus 23. 20:00 |

| Debreceni VSC                  | 1 – 1               | Újpest    |
| ------------------------------ | ------------------- | --------- |
| Oláh 76' Kerekes 59' Szűcs 63' | (0 – 0) Jegyzőkönyv | Simon 70' |

| Oláh Gábor utcai stadion, Debrecen Nézőszám: 7 500 Játékvezető: Mészáros István (magyar) Asszisztensek: Viszokai László Vígh Tibor |

| 6. forduló 2008. augusztus 31. 20:00 |

| BFC Siófok               | 0 – 4               | Debreceni VSC                              |
| ------------------------ | ------------------- | ------------------------------------------ |
| Lipcsei 59' Bašara 90+2' | (0 – 2) Jegyzőkönyv | Leandro 4' Bíró 33' Szakály 51' Rudolf 62' |

| Révész Géza utcai stadion, Siófok Nézőszám: 1 000 Játékvezető: Vad II. István (magyar) Asszisztensek: Tóth II. Vencel Albert István |

| 7. forduló 2008. szeptember 12. 19:00 |

| Debreceni VSC                                               | 2 – 2               | Haladás                                  |
| ----------------------------------------------------------- | ------------------- | ---------------------------------------- |
| Rudolf 18' 49' Oláh 80' Mészáros 53' Bíró 59′ Leandro 90+2' | (1 – 0) Jegyzőkönyv | Tóth 59' Takács 86' (öngól) Kovács 90+2' |

| Oláh Gábor utcai stadion, Debrecen Nézőszám: 4 500 Játékvezető: Bede Ferenc (magyar) Asszisztensek: Butkai Zsolt Szalai Zoltán |

| 8. forduló 2008. szeptember 20. 15:00 |

| Debreceni VSC                                             | 4 – 1               | Vasas                                                            |
| --------------------------------------------------------- | ------------------- | ---------------------------------------------------------------- |
| Oláh 60' 67' Dudu 72' Szakály 80' Takács 37' Poleksić 54' | (0 – 1) Jegyzőkönyv | Dobrić 26' 74' Paripović 21' Pavičević 45' Németh 69' Piller 86' |

| Oláh Gábor utcai stadion, Debrecen Nézőszám: 3 000 Játékvezető: Solymosi Péter (magyar) Asszisztensek: Farkas Balázs Takács Gábor |

| 9. forduló 2008. szeptember 26. 19:00 |

| Kecskeméti TE                                             | 3 – 0               | Debreceni VSC           |
| --------------------------------------------------------- | ------------------- | ----------------------- |
| Montvai 15' Yannick 44' Csordás 68' Koncz 1' Schindler 9' | (2 – 0) Jegyzőkönyv | Leandro 52' Komlósi 57' |

| Széktói Stadion, Kecskemét Nézőszám: 4 000 Játékvezető: Andó-Szabó Sándor (magyar) Asszisztensek: Hegyi Péter Vígh Tibor |

| 10. forduló 2008. október 4. 18:00 |

| Debreceni VSC                                                                                              | 6 – 2               | Rákospalotai EAC                    |
| --- | ------------------- | ----------------------------------- |
| Szakály 7' Oláh 36' Rudolf 44' (11-esből) Pomper 56' (öngól) Kiss 62' Kerekes 90+2' Takács 20' Komlósi 81' | (3 – 1) Jegyzőkönyv | Jeremiás 18' 64' Erős 29' Cseri 43' |

| Oláh Gábor utcai stadion, Debrecen Nézőszám: 2 000 Játékvezető: Takács János (magyar) Asszisztensek: L. Tóth Lajos Medovarszki János |

| 11. forduló 2008. október 18. 18:00 |

| Kaposvári Rákóczi    | 0 – 1               | Debreceni VSC                 |
| -------------------- | ------------------- | ----------------------------- |
| Grúz 21' Bozović 45' | (0 – 1) Jegyzőkönyv | Rudolf 30' Kiss 59' Dombi 81' |

| Rákóczi Stadion, Kaposvár Nézőszám: 1 500 Játékvezető: Vad II. István (magyar) Asszisztensek: Tóth II. Vencel Kovács Zoltán |

| 12. forduló 2008. október 24. 19:00 |

| Debreceni VSC                      | 4 – 1               | Budapest Honvéd                                           |
| ---------------------------------- | ------------------- | --------------------------------------------------------- |
| Rudolf 2' Oláh 41' Szakály 58' 61' | (2 – 0) Jegyzőkönyv | Moreira 59' Maróti 13' Benjamin 25' Genito 40' Vincze 75' |

| Oláh Gábor utcai stadion, Debrecen Nézőszám: 4 000 Játékvezető: Iványi Zoltán (magyar) Asszisztensek: Kelemen Attila Medovarszki János |

| 13. forduló 2008. november 2. 18:00 |

| MTK Budapest                                | 0 – 1               | Debreceni VSC                   |
| ------------------------------------------- | ------------------- | ------------------------------- |
| Zsidai 11' Melczer 34' Rodenbücher 89′, 89′ | (0 – 0) Jegyzőkönyv | Kiss 84' Takács 45' Leandro 76' |

| Hidegkuti Nándor Stadion, Budapest Nézőszám: 1 200 Játékvezető: Fábián Mihály (magyar) Asszisztensek: Ortó Gyula Fehér Gyula |

| 14. forduló 2008. november 8. 18:00 |

| Debreceni VSC          | 1 – 2               | Diósgyőr                           |
| ---------------------- | ------------------- | ---------------------------------- |
| Rudolf 32' Leandro 11' | (1 – 0) Jegyzőkönyv | Takács 64' (11-esből) Tóth 70' 13' |

| Oláh Gábor utcai stadion, Debrecen Nézőszám: 6 500 Játékvezető: Németh Ádám (magyar) Asszisztensek: Vámos Tibor Tóth István |

| 15. forduló 2008. november 14. 19:00 |

| Paksi FC   | 0 – 2               | Debreceni VSC                      |
| ---------- | ------------------- | ---------------------------------- |
| Pandur 38' | (0 – 2) Jegyzőkönyv | Rudolf 20' Szakály 39' Komlósi 49' |

| Fehérvári úti stadion, Paks Nézőszám: 1 200 Játékvezető: Kassai Viktor (magyar) Asszisztensek: Erős Gábor Hegyi Péter |

#### Tavaszi fordulók
| 16. forduló 2009. április 8. 18:00 |

| Zalaegerszegi TE                                               | 2 – 1               | Debreceni VSC                                    |
| -------------------------------------------------------------- | ------------------- | ------------------------------------------------ |
| Illés 32' Pavićević 61' Waltner 35' Sluka 90' Miljatovič 90+3' | (1 – 1) Jegyzőkönyv | Dudu 39' 90+3' Varga 23' Leandro 37' Bernáth 77' |

| ZTE Aréna, Zalaegerszeg Nézőszám: 4 500 Játékvezető: Szabó Zsolt (magyar) Asszisztensek: Kispál Róbert Kovács Zoltán |

- Elhalasztott mérkőzés.

| 17. forduló 2009. május 6. 19:00 |

| Debreceni VSC                                        | 2 – 2               | Győri ETO                                               |
| ---------------------------------------------------- | ------------------- | ------------------------------------------------------- |
| Czvitkovics 7' 36' Szakály 72' Bernáth 36′ Dombi 90' | (1 – 1) Jegyzőkönyv | Alekszidze 27' Böőr 90+1' Józsi 52' Bicák 56' Šupić 89' |

| Oláh Gábor utcai stadion, Debrecen Nézőszám: 4 000 Játékvezető: Fábián Mihály (magyar) Asszisztensek: Varga Zsolt Márkus Tamás |

- Elhalasztott mérkőzés.

| 18. forduló 2009. március 6. 19:00 |

| FC Fehérvár                                                   | 0 – 1               | Debreceni VSC       |
| ------------------------------------------------------------- | ------------------- | ------------------- |
| Radović 36' Sifter 73' Nagy 74' Farkas 75′ Horváth 77′, 90+1′ | (0 – 1) Jegyzőkönyv | Demjén 15' Kiss 56' |

| Sóstói Stadion, Székesfehérvár Nézőszám: 1 500 Játékvezető: Vad II. István (magyar) Asszisztensek: Ring György Tóth István |

| 19. forduló 2009. március 14. 15:00 |

| Debreceni VSC                                        | 4 – 0               | Nyíregyháza Spartacus                                                     |
| ---------------------------------------------------- | ------------------- | ------------------------------------------------------------------------- |
| Rudolf 13' 71' 70' Oláh 48' Dudu 88' Czvitkovics 57' | (1 – 0) Jegyzőkönyv | Minczér 15' Zabos 37' Cornaci 55' Sztojkov 66' Hegedűs 67' Imedasvili 86' |

| Oláh Gábor utcai stadion, Debrecen Nézőszám: 4 500 Játékvezető: Andó-Szabó Sándor (magyar) |

| 20. forduló 2009. március 20. 19:00 |

| Újpest                                      | 2 – 0               | Debreceni VSC |
| ------------------------------------------- | ------------------- | ------------- |
| Kabát 7' Rajczi 58' 75' Pollák 73' Foxi 78' | (1 – 0) Jegyzőkönyv | Komlósi 51'   |

| Szusza Ferenc Stadion, Budapest Nézőszám: 10 265 Játékvezető: Kassai Viktor (magyar) |

| 21. forduló 2009. április 4. 19:00 |

| Debreceni VSC                                              | 5 – 1               | BFC Siófok                                               |
| ---------------------------------------------------------- | ------------------- | -------------------------------------------------------- |
| Oláh 16' (11-esből) 77' Mészáros 37' Dudu 44' Vinicius 85' | (3 – 1) Jegyzőkönyv | Magasföldi 43' Kanta 31' Hegedűs 36' Eugène 40' Sütő 84′ |

| Oláh Gábor utcai stadion, Debrecen Nézőszám: 4 000 Játékvezető: Takács János (magyar) |

| 22. forduló 2009. április 11. 15:00 |

| Haladás                | 1 – 2               | Debreceni VSC                              |
| ---------------------- | ------------------- | ------------------------------------------ |
| Kenesei 60' Molnár 83' | (0 – 1) Jegyzőkönyv | Czvitkovics 32' 64' (11-esből) Komlósi 75' |

| Rohonci úti stadion, Szombathely Nézőszám: 6 000 Játékvezető: Solymosi Péter (magyar) |

| 23. forduló 2009. április 19. 19:00 |

| Vasas                                 | 1 – 3               | Debreceni VSC                           |
| ------------------------------------- | ------------------- | --------------------------------------- |
| B. Tóth 54' Laczkó 80' Unierzyski 82' | (0 – 2) Jegyzőkönyv | Rudolf 16' 33' Szilágyi 70' Bernáth 53' |

| Illovszky Rudolf Stadion, Budapest Nézőszám: 2 000 Játékvezető: Andó-Szabó Sándor (magyar) |

| 24. forduló 2009. április 25. 15:00 |

| Debreceni VSC                      | 3 – 1               | Kecskeméti TE                                           |
| ---------------------------------- | ------------------- | ------------------------------------------------------- |
| Oláh 22' Leandro 73' Dombi 86' 62' | (1 – 1) Jegyzőkönyv | Litsingi 36' 29' Mitrović 33′ Velimirović 71' Koncz 86' |

| Oláh Gábor utcai stadion, Debrecen Nézőszám: 4 000 Játékvezető: Vad II. István (magyar) |

| 25. forduló 2009. április 28. 19:00 |

| Rákospalotai EAC | 0 – 4               | Debreceni VSC                                                |
| ---------------- | ------------------- | ------------------------------------------------------------ |
| Erős 58'         | (0 – 2) Jegyzőkönyv | Czvitkovics 4' Rudolf 19' Szilágyi 55' Leandro 59' Rezes 65' |

| Budai II László Stadion, Budapest Nézőszám: 300 Játékvezető: Farkas Ádám (magyar) |

| 26. forduló 2009. május 1. 19:00 |

| Debreceni VSC                                       | 4 – 1               | Kaposvári Rákóczi |
| --------------------------------------------------- | ------------------- | ----------------- |
| Czvitkovics 17' Mészáros 22' Szakály 30' Rudolf 70' | (3 – 0) Jegyzőkönyv | Zsolnai 75'       |

| Oláh Gábor utcai stadion, Debrecen Nézőszám: 4 000 Játékvezető: Arany Tamás (magyar) |

| 27. forduló 2009. május 9. 15:00 |

| Budapest Honvéd             | 0 – 1               | Debreceni VSC                       |
| --------------------------- | ------------------- | ----------------------------------- |
| Takács 6' Maróti 43′, 90+2′ | (0 – 0) Jegyzőkönyv | Szakály 59' 55' Rudolf 85' Nagy 90' |

| Bozsik József Stadion, Budapest Nézőszám: 1 500 Játékvezető: Berger József (magyar) |

| 28. forduló 2009. május 17. 17:30 |

| Debreceni VSC                                     | 2 – 2               | MTK Budapest                                                                    |
| ------------------------------------------------- | ------------------- | ------------------------------------------------------------------------------- |
| Leandro 57' Mészáros 82' Varga 84' Vinicius 90+2' | (0 – 0) Jegyzőkönyv | Pátkai 71' Szekeres 90+3' Könyves 17' Rodenbücher 79' Lambulić 81' Hrepka 90+2' |

| Oláh Gábor utcai stadion, Debrecen Nézőszám: 7 000 Játékvezető: Szabó Zsolt (magyar) |

| 29. forduló 2009. május 22. 19:00 |

| Diósgyőr                                                      | 2 – 3               | Debreceni VSC                              |
| ------------------------------------------------------------- | ------------------- | ------------------------------------------ |
| Honma 62' Balajti 80' Visković 19' Ahodikpe 40' Bogunović 58' | (0 – 0) Jegyzőkönyv | Czvitkovics 48' 52' Dombi 70' Vinicius 58' |

| DVTK-stadion, Miskolc Nézőszám: 5 000 Játékvezető: Solymosi Péter (magyar) |

| 30. forduló 2009. május 30. 15:00 |

| Debreceni VSC                                 | 2 – 0               | Paksi FC                       |
| --------------------------------------------- | ------------------- | ------------------------------ |
| Poleksić 45' (11-esből) Rudolf 69' (11-esből) | (1 – 0) Jegyzőkönyv | Zováth 24' Böde 64' Tamási 71' |

| Oláh Gábor utcai stadion, Debrecen Nézőszám: 5 000 Játékvezető: Andó-Szabó Sándor (magyar) |

#### A bajnokság végeredménye
| #   | Csapat                    | M  | GY | D  | V  | G+ – G– | GK  | P  | Megjegyzések                  |
| --- | ------------------------- | -- | -- | -- | -- | ------- | --- | -- | ----------------------------- |
| 1.  | Debreceni VSC (B) (I)     | 30 | 21 | 5  | 4  | 70–29   | +41 | 68 | Bajnokok Ligája (selejtező)   |
| 2.  | Újpest (I)                | 30 | 17 | 8  | 5  | 61–38   | +23 | 59 | Európa-liga (2. selejtezőkör) |
| 3.  | Haladás Ú (I)             | 30 | 16 | 5  | 9  | 44–29   | +15 | 53 | Európa-liga (1. selejtezőkör) |
| 4.  | Zalaegerszegi TE          | 30 | 15 | 7  | 8  | 52–44   | +8  | 52 |                               |
| 5.  | Kecskeméti TE Ú           | 30 | 14 | 6  | 10 | 55–44   | +11 | 48 |                               |
| 6.  | FC Fehérvár               | 30 | 14 | 6  | 10 | 42–34   | +8  | 48 |                               |
| 7.  | MTK Budapest CV           | 30 | 13 | 6  | 11 | 43–41   | +2  | 45 |                               |
| 8.  | Győri ETO                 | 30 | 11 | 10 | 9  | 57–41   | +16 | 43 |                               |
| 9.  | Kaposvári Rákóczi         | 30 | 11 | 7  | 12 | 51–46   | +5  | 40 |                               |
| 10. | Vasas                     | 30 | 11 | 5  | 14 | 42–52   | −10 | 38 |                               |
| 11. | Paksi FC                  | 30 | 9  | 8  | 13 | 38–51   | −13 | 35 |                               |
| 12. | Diósgyőr                  | 30 | 9  | 6  | 15 | 29–45   | −16 | 33 |                               |
| 13. | Budapest Honvéd (KGY) (I) | 30 | 8  | 8  | 14 | 31–46   | −15 | 32 | Európa-liga (3. selejtezőkör) |
| 14. | Nyíregyháza Spartacus     | 30 | 7  | 11 | 12 | 32–41   | −9  | 32 |                               |
| 15. | BFC Siófok (K)            | 30 | 8  | 2  | 20 | 30–56   | −26 | 26 | NB II                         |
| 16. | Rákospalotai EAC (K)      | 30 | 3  | 6  | 21 | 33–73   | −40 | 15 | NB II                         |

Utolsó frissítés: 2013. február 19. 
Forrás: MLSZ adatbank 
A rangsorolás alapszabályai: 1. összpontszám, 2. győzelmek száma, 3. egymás elleni eredmények összpontszáma,  4. egymás elleni eredmények gólkülönbsége, 5. egymás elleni eredmények szerzett góljainak száma 6. gólkülönbség, 7. szerzett gólok száma.
(B): Bajnokcsapat, (K): Kieső csapat, (F): Feljutó csapat, (I): Kupainduló, (R): A rájátszás győztese, (KGY): Kupagyőztes

#### Az eredmények összesítése
Az alábbi táblázatban összesítve szerepelnek a Debreceni VSC 2008/09-es bajnokságban elért eredményei.
| Ősz/tavasz (forduló)    | Otthon | Otthon | Otthon | Otthon | Otthon | Otthon | Otthon | Idegenben | Idegenben | Idegenben | Idegenben | Idegenben | Idegenben | Idegenben |
| Ősz/tavasz (forduló)    | M      | GY     | D      | V      | LG–KG  | GK     | P      | M         | GY        | D         | V         | LG–KG     | GK        | P         |
| ----------------------- | ------ | ------ | ------ | ------ | ------ | ------ | ------ | --------- | --------- | --------- | --------- | --------- | --------- | --------- |
| Őszi szezon (1–15.)     | 8      | 5      | 2      | 1      | 21–10  | +11    | 17     | 7         | 5         | 1         | 1         | 12–4      | +8        | 16        |
| Tavaszi szezon (16–30.) | 7      | 5      | 2      | 0      | 22–7   | +15    | 17     | 8         | 6         | 0         | 2         | 15–8      | +7        | 18        |
| Összesen (1–30.)        | 15     | 10     | 4      | 1      | 43–17  | +26    | 34     | 15        | 11        | 1         | 3         | 27–12     | +15       | 34        |

#### Helyezések fordulónként
| Forduló  | 1  | 2  | 3  | 4 | 5 | 6  | 7 | 8  | 9 | 10 | 11 | 12 | 13 | 14 | 15 | 16 | 17 | 18 | 19 | 20 | 21 | 22 | 23 | 24 | 25 | 26 | 27 | 28 | 29 | 30 |
| -------- | -- | -- | -- | - | - | -- | - | -- | - | -- | -- | -- | -- | -- | -- | -- | -- | -- | -- | -- | -- | -- | -- | -- | -- | -- | -- | -- | -- | -- |
| Helyszín | O  | I  | O  | I | O | I  | O | O  | I | O  | I  | O  | I  | O  | I  | I  | O  | I  | O  | I  | O  | I  | I  | O  | I  | O  | I  | O  | I  | O  |
| Eredmény | GY | GY | GY | D | D | GY | D | GY | V | GY | GY | GY | GY | V  | GY | V  | D  | GY | GY | V  | GY | GY | GY | GY | GY | GY | GY | D  | GY | GY |
| Helyezés | 4  | 1  | 1  | 1 | 2 | 1  | 3 | 2  | 4 | 2  | 1  | 1  | 1  | 1  | 1  | 1  | 2  | 2  | 2  | 2  | 2  | 2  | 2  | 2  | 1  | 1  | 1  | 1  | 1  | 1  |

Helyszín: O = Otthon; I = Idegenben. Eredmény: GY = Győzelem; D = Döntetlen; V = Vereség.

### Magyar kupa
| 4. forduló 2008. szeptember 17. 15:30 |

| Algyő SK                                  | 1 – 10              | Debreceni VSC                                                                |
| ----------------------------------------- | ------------------- | ---------------------------------------------------------------------------- |
| Gyimesi 14' Végh 5' Tóth 12' Krajczár 80' | (1 – 5) Jegyzőkönyv | Kerekes 3' 13' Dudu 6' 45' 55' 56' Varga 43' Bogdanović 61' 72' 85' Nagy 16' |

| Algyő Nézőszám: 600 Játékvezető: Szőts Gergely (magyar) |

| 5. forduló Első mérkőzés 2008. október 8. 20:45 |

| FC Fehérvár                          | 2 – 1               | Debreceni VSC                                        |
| ------------------------------------ | ------------------- | ---------------------------------------------------- |
| Vujović 62' 79' 47' Horváth 38′, 89′ | (0 – 0) Jegyzőkönyv | Leandro 65' Csernyánszki 20′ Dombi 87' Dudu 90′, 90′ |

| Sóstói Stadion, Székesfehérvár Nézőszám: 800 Játékvezető: Szabó Zsolt (magyar) |

| 5. forduló Visszavágó 2008. október 21. 18:00 |

| Debreceni VSC | 1 – 0               | FC Fehérvár                |
| ------------- | ------------------- | -------------------------- |
| Komlósi 39'   | (1 – 0) Jegyzőkönyv | Mohl 72' Koller 82′, 90+1′ |

| Oláh Gábor utcai stadion, Debrecen Nézőszám: 4 000 Játékvezető: Kassai Viktor (magyar) |

- Idegenben lőtt góllal a Debreceni VSC jutott tovább.

| Negyeddöntő Első mérkőzés 2009. március 10. 16:00 |

| BFC Siófok                                 | 2 – 0               | Debreceni VSC                |
| ------------------------------------------ | ------------------- | ---------------------------- |
| Magasföldi 20' 80' Ivancsics 57' Kanta 20' | (1 – 0) Jegyzőkönyv | Hugo Leonardo 31' Huszák 43' |

| Révész Géza utcai stadion, Siófok Nézőszám: 150 Játékvezető: Németh Ádám (magyar) |

| Negyeddöntő Visszavágó 2009. március 17. 17:00 |

| Debreceni VSC                  | 1 – 1               | BFC Siófok                                                                       |
| ------------------------------ | ------------------- | -------------------------------------------------------------------------------- |
| Dudu 49' Huszák 6' Leandro 36' | (0 – 1) Jegyzőkönyv | Ivancsics 45' (11-esből) Ndjodo 11' Hegedűs 20' Magasföldi 25' Sütő 57' Koós 88' |

| Oláh Gábor utcai stadion, Debrecen Nézőszám: 1 500 Játékvezető: Bede Ferenc (magyar) |

### Ligakupa

#### Csoportkör (A csoport)
| 1. forduló 2008. október 1. 18:00 |

| Diósgyőr                                    | 4 – 1               | Debreceni VSC            |
| ------------------------------------------- | ------------------- | ------------------------ |
| Tchana 5' Szélpál 22' Horváth 36' Szabó 66' | (3 – 1) Jegyzőkönyv | Kerekes 29' Poledica 43' |

| DVTK-stadion, Miskolc Nézőszám: 800 Játékvezető: Varga László (magyar) |

| 2. forduló 2008. október 15. 15:30 |

| Debreceni VSC      | 2 – 1               | Nyíregyháza Spartacus             |
| ------------------ | ------------------- | --------------------------------- |
| Takács 7' Dudu 16' | (2 – 0) Jegyzőkönyv | Lippai 58' Shevel 32' Zaleh 90+3' |

| Oláh Gábor utcai stadion, Debrecen Nézőszám: 800 Játékvezető: Erdős József (magyar) |

| 3. forduló 2008. október 29. 16:00 |

| Vasas                            | 2 – 1               | Debreceni VSC                                    |
| -------------------------------- | ------------------- | ------------------------------------------------ |
| Gyánó 44' B. Tóth 76' Laczkó 87' | (1 – 0) Jegyzőkönyv | Szilágyi 67' Németh 18' Dudu 40' Spitzmüller 77' |

| Illovszky Rudolf Stadion, Budapest Nézőszám: 100 Játékvezető: Farkas Ádám (magyar) |

| 4. forduló 2008. november 5. 13:30 |

| Debreceni VSC                                    | 4 – 0               | Vác-Újbuda LTC |
| ------------------------------------------------ | ------------------- | -------------- |
| Czvitkovics 16' Takács 33' Dudu 35' Vinicius 67' | (3 – 0) Jegyzőkönyv | Hegedűs 32'    |

| Debrecen Nézőszám: 500 Játékvezető: Fajkusz Gábor (magyar) |

| 5. forduló 2008. november 12. 13:30 |

| Bőcs KSC                                              | 3 – 2               | Debreceni VSC      |
| ----------------------------------------------------- | ------------------- | ------------------ |
| Vass 68' Menougong 72' Molnár 84' Török 45' Irhás 56' | (0 – 0) Jegyzőkönyv | Bogdanović 58' 65' |

| Bőcs Nézőszám: 200 Játékvezető: Takács János (magyar) |

| 6. forduló 2008. november 22. 13:30 |

| Debreceni VSC        | 0 – 0               | Diósgyőr                  |
| -------------------- | ------------------- | ------------------------- |
| Varga 10' Takács 52' | (0 – 0) Jegyzőkönyv | Bokros 48' Menyhért 90+2' |

| Oláh Gábor utcai stadion, Debrecen Nézőszám: 600 Játékvezető: Iványi Zoltán (magyar) |

| 7. forduló 2008. november 26. 13:00 |

| Nyíregyháza Spartacus | 2 – 2               | Debreceni VSC                                |
| --------------------- | ------------------- | -------------------------------------------- |
| Dosso 67' Cornaci 83' | (0 – 2) Jegyzőkönyv | Dudu 1' Bogdanović 13' Szatmári 29' Kiss 34' |

| Nyíregyháza Városi Stadion, Nyíregyháza Nézőszám: 200 Játékvezető: Varga László (magyar) |

| 8. forduló 2008. december 3. 13:00 |

| Debreceni VSC               | 3 – 3               | Vasas                               |
| --------------------------- | ------------------- | ----------------------------------- |
| Dudu 24' 60' Bogdanović 25' | (2 – 2) Jegyzőkönyv | Papucsek 2' 56' Laczkó 17' Tóth 65' |

| Oláh Gábor utcai stadion, Debrecen Nézőszám: 100 Játékvezető: Andó-Szabó Sándor (magyar) |

| 9. forduló 2009. február 7. 14:00 |

| Vác-Újbuda LTC                                              | 3 – 2               | Debreceni VSC                        |
| ----------------------------------------------------------- | ------------------- | ------------------------------------ |
| Fekete 25' Rob 30' Rusvay 65' 69' Margitics 80' Sztankó 89' | (2 – 0) Jegyzőkönyv | Lucas 84' 73' Faggyas 89' Kardos 30' |

| Ligeti Stadion, Vác Nézőszám: 100 Játékvezető: Gaál Gyöngyi (magyar) |

| 10. forduló 2009. február 14. 14:30 |

| Debreceni VSC                     | 5 – 1               | Bőcs KSC                                           |
| --------------------------------- | ------------------- | -------------------------------------------------- |
| Dudu 44' 65' 85' 90' Vinicius 88' | (1 – 1) Jegyzőkönyv | Martis 29' 80' Cséke 35' Ur 43' Jeney 46' Póti 71' |

| Oláh Gábor utcai stadion, Debrecen Nézőszám: 100 Játékvezető: Fajkusz Gábor (magyar) |

#### Az A csoport végeredménye
| Színmagyarázat | Színmagyarázat                                                 |
| -------------- | -------------------------------------------------------------- |
|                | A csoportelső és csoportmásodik bejutott a negyeddöntőbe.      |
|                | A csoport többi helyezettje nem folytathatta a kupaszereplést. |

| Csapat                | M  | Gy | D | V | Lg | Kg | Gk  | P  |
| --------------------- | -- | -- | - | - | -- | -- | --- | -- |
| Vasas                 | 10 | 6  | 3 | 1 | 31 | 14 | +17 | 21 |
| Diósgyőr              | 10 | 6  | 3 | 1 | 22 | 9  | +13 | 21 |
| Debreceni VSC         | 10 | 3  | 3 | 4 | 22 | 19 | +3  | 12 |
| Nyíregyháza Spartacus | 10 | 3  | 2 | 5 | 19 | 18 | +1  | 11 |
| Bőcs KSC              | 10 | 3  | 1 | 6 | 15 | 27 | -12 | 10 |
| Vác-Újbuda LTC        | 10 | 3  | 0 | 7 | 13 | 35 | -22 | 9  |

### Szuperkupa
| 2008. július 20. 20:00 |

| MTK Budapest             | 0 – 0                         | Debreceni VSC                                             |
| ------------------------ | ----------------------------- | --------------------------------------------------------- |
| Nagy G. 45' Lambulić 94' | (0 – 0) Jegyzőkönyv Részletek | Komlósi 22' Szakály 40' Huszák 64' Kiss 114' Kerekes 117' |

| Oláh Gábor utca, Debrecen Nézőszám: 5 000 Játékvezető: Bede Ferenc (magyar) |

- Büntetőkkel (3 – 2) az MTK Budapest lett a győztes.

## Lásd még
- 2008–2009-es magyar labdarúgó-bajnokság